# Stora Mossen
Stora mossen is een station aan de groene route van de metro van Stockholm op 9 spoorkilometer ten westen van Slussen. De naam is Zweeds voor Groot Hoogveen en refereert aan het gebied ten zuiden van het station waar tussen 1920 en 1934 een tuinstad met vooral veel vrijstaande huizen is gebouwd.

## Vervoer
Aanvankelijk bestond het idee om de tuinsteden langs de Drottningsholmsvägen en verder naar het westen met een busdienst te bedienen waarbij de reizigers in Alvik op de tram konden overstappen, de wijken ten zuiden van Stora mossen werden al bediend door de Nockebybanan. Door het uitbreken van de Tweede Wereldoorlog ontstond brandstofschaarste en het gemeentebestuur besloot in 1941 tot de aanleg van een metro die op de ruim beschikbare elektriciteit kon rijden. Voor het openbaar vervoer naar het westen werd de Ängbybanan gebouwd als premetrotraject met zes stations ten westen van Alvik. Als oostelijkste van de zes werd Stora mossen op 1 oktober 1944 geopend. Vanaf 1950 volgde de ombouw tot metro waarbij de Nockebybanan en de metro ten oosten van Stora mossen ieder een eigen viaduct over de Drottingsholmsvägen kregen. Op 26 oktober 1952 werd Stora mossen als 25e metrostation geopend. 

## Station
De ingang van het station ligt aan de oostzijde van het perron en is vanuit een voetgangerstunnel tussen de Stora Mossens Backe en de Drottingsholmsvägen bereikbaar. In 2002 werden de muren met kleurrijke tegels bekleed en een oranje lijn van geëmailleerd metaal aangebracht naar het ontwerp van kunstenares Marianna Zaborska.
Åkeshov· 
Brommaplan·
Abrahamsberg· 
Stora Mossen· 
Alvik · 
Kristineberg · 
Thorildsplan  · 
Fridhemsplan · 
S:t Eriksplan · 
Odenplan  · 
Rådmansgatan  · 
Hötorget · 
T-Centralen ·  
Gamla Stan · 
Slussen · 
Medborgarplatsen ·  
Skanstull · 
Gullmarsplan ·  
Skärmarbrink·  
Hammarbyhöjden·  
Björkhagen·  
Kärrtorp ·  
Bagarmossen·  
Skarpnäck
Hässelby strand · 
Hässelby gård ·
Johannelund ·
Vällingby ·
Råcksta ·
Blackeberg ·
Islandstorget ·
Ängbyplan ·
Åkeshov· 
Brommaplan·
Abrahamsberg· 
Stora Mossen· 
Alvik · 
Kristineberg · 
Thorildsplan  · 
Fridhemsplan · 
S:t Eriksplan · 
Odenplan  · 
Rådmansgatan  · 
Hötorget · 
T-Centralen ·  
Gamla Stan · 
Slussen · 
Medborgarplatsen ·  
Skanstull · 
Gullmarsplan ·  
Globen ·
Enskede gård ·
Sockenplan ·
Svedmyra ·
Stureby ·
Bandhagen ·
Högdalen ·
Rågsved ·
Hagsätra